# Leușeni, Hîncești
Leușeni este satul de reședință al comunei cu același nume  din raionul Hîncești, Republica Moldova. Leușeni este situat pe două coline de pe malul râului Prut și este străbătut de pârâul Nîrnova. Este prima localitate la intrarea în Republica Moldova pe la punctul de trecere a frontierei Leușeni - Albița.

## Istoria modernă
Unele surse indică în calitate de prima dată de atestare documentar a Leușenilor un hrisov data cu 12 mai 1425, în care e menționat satul Levosăuți. Totuși analizând textul documentului înțelegem că e vorba despre un sat din apropierea Nepolocăuților din ținutul Hotinului. 
Astfel, prima atestare certă a satul Leușeni din ținutul Lăpușnei, apare într-un document datat cu anul 1439:
„Suret de pe un ispisoc din 6947 <1439> martie 20, de la Ilie voievod și fratele lui, Ștefan voievod, tălmăcit de un ierei Gavriil și neadeverit de nime, cu cuprindere că au miluit pe Aliu și i-au dat a domnii sale loc de la gura Nârnovei, anume unde este casa lui, iar hotarul acelui loc după cel bătrân hotar, cari au umblat din veci.”
Satul a făcut parte din teritoriul din sud-vestul Basarabiei (cunoscută sub denumirea de Cahul, Bolgrad și Ismail) care, în urma Tratatului de la Paris din 1856, care încheia Războiul Crimeei (1853-1856), a fost retrocedat de Rusia Moldovei. În urma acestei pierderi teritoriale, Rusia nu a mai avut acces la gurile Dunării. În urma Unirii Țării Moldovei cu Țara Românească din 1859, acest teritoriu a intrat în componența noului stat România (numit până în 1866 "Principatele Unite ale Valahiei și Moldovei"). Această stare a rămas așa până la 1878, când prin Tratatul de la Berlin, s-a decis redarea zonei țariștilor. Zona a mai rămas la ruși până în anul 1918, când s-a proclamat independența Republicii Democratică Moldovenească, apoi reunirea fostei provincii țariste cu Regatul României. Leușeni și împrejurimile au fost pentru totdeauna pierdute de români în favoarea sovieticilor, cu ocazia semnării Tratatului de pace de la Paris, din 1947.

## Geografie
Relieful, este mult influențat de revărsările râului Prut. Este așezat pe două dealuri care se numesc Leușeni sau satul vechi, respectiv Leușoaia sau satul nou. Prin centrul satului trece râul-afluent al Prutului, Nârnova, care după alunecările de teren din 1998 și-a micșorat considerabil debitul. De asemenea pe vale este un șes lung de 4–5 km, și lățimea de 50–100 m, care mai servește și ca bazin de revărsare a râului Prut.
Clima este de tip temperat-maritimă cu trecere la temperat-continentală. Precipitațiile anuale în medie 350–400 mm, cu temperaturi maxime de +40 °C și minime până la -15 °C.
Resursele naturale mai importante sunt reprezentate de către solurile cernoziomuri, pășunile întinse, livezile și pădurile de foioase și micile păduri de conifere.

## Demografie

### Structura etnică
Structura etnică a satului Leușeni conform recensământului populației din 2004:
| Grup etnic                                               | Populație | % Procentaj |
| -------------------------------------------------------- | --------- | ----------- |
| Băștinași declarați Moldoveni Băștinași declarați Români | 2.103 26  | 97,09% 1,2% |
| Ucraineni                                                | 17        | 0,78%       |
| Ruși                                                     | 13        | 0,6%        |
| Țigani                                                   | 5         | 0,23%       |
| Bulgari                                                  | 1         | 0,05%       |
| Alții                                                    | 1         | 0,05%       |
| Total                                                    | 2.166     | 100%        |

## Economie și infrastructură
Șoseaua magistrală M1, denumită „Șoseaua Balcani”, leagă Chișinăul de frontiera cu România. Există și un punct vamal, care servește ca loc de muncă pentru mulți locuitori ai satului. În partea de vest, pe o întindere de 2–5 km până la hotarul cu România, se află moșia satului, terenuri agricole pe care oamenii le folosesc an de an. Moșia satului se găsește și la est, unde predomină culturile de cereale și de viță-de-vie.
În componența satului intră și cătunul Feteasca, care își are sediul la primăria satului Leușeni.